# 弗萊徹 FBT-2
Fletcher FBT-2是一款1940年代初由弗萊徹航空公司研製的軍用教練機。而後作為靶機被少量訂購，在訂單取消後，它又被改裝成滑翔炸彈。

## 發展
FBT-2是一架帶有固定尾輪起落架的低翼懸臂單翼飛機，飛行員和教練坐在封閉的駕駛艙內。 整體機身結構都是膠合板，機翼和尾板都是可以互換的。
弗萊徹航空公司建造一架原型機用以評估，但最終只有美國陸軍航空軍訂購了該型號作為無線電控制靶機，編號為XPQ-11。而FBT-2原型機經過修改後，可跟YCQ-1A一樣無人機操控。航空軍訂購了兩批50架無人機；然而，在交付之前，該型號被取消，取而代之的是PQ-8 Cadet，並且最終只有原型機XPQ-11製造完成。 隨後，陸軍下令將正在建造的 10 架PQ-11改造為XBG-1滑翔炸彈，拆除發動機並更換為2,000-pound(910kg)炸彈。進行了測試，但該型號未能投入運作。

## 型號
- FBT-2 - 裝配Wright R-760（英语：Wright R-760）發動機的教練機 ，共1架
  - CQ-1 -由1架FBT-2改裝而成的無人機
- PQ-11 -配備普惠 R-985 發動機的版本，計畫在完工前取消，共0架
  - BG-1 -帶有2,000-pound(910 kg)彈頭的滑翔炸彈 (由10架PQ-11改裝而成)

### 引用
1. ↑  Taylor 1989, p.392.
2. ↑  Jane's 1956, p.280.
3. ↑  Parsch 2012
4. ↑  American Aviation Historical Society. AAHS Journal, Volume 53 (2008), p.129 （页面存档备份，存于）.
5. ↑  Parsch 2009

### 書籍
- Bridgman, Leonard. . London: Sampson Low, Marston & Company. 1956. ASIN B002A8AFD2.
- Parsch, Andreas. . Directory of U.S. Military Rockets and Missiles, Appendix 1: Early Missiles and Drones. Designation-Systems. 25 June 2009  [2017-12-14]. （原始内容存档于2023-11-11）.
- Parsch, Andreas. . Directory of U.S. Military Rockets and Missiles, Appendix 1: Early Missiles and Drones. Designation-Systems. 7 February 2012  [2017-12-14]. （原始内容存档于2023-06-09）.
- Taylor, Michael J. H. . New York: Portland House. 1989. ISBN 978-0517691861.